# Руссконоркинский сельсовет
Руссконоркинский сельсовет — сельское поселение в Шемышейском районе Пензенской области Российской Федерации.
Административный центр — село Русская Норка.

## История
Статус и границы сельского поселения установлены Законом Пензенской области от 2 ноября 2004 года № 690-ЗПО «О границах муниципальных образований Пензенской области».

## Население
| 2002 | 2010 | 2012 | 2013 | 2014 | 2015 | 2016 |
| ---- | ---- | ---- | ---- | ---- | ---- | ---- |
| 376  | ↘361 | ↘359 | ↘348 | ↘338 | ↘323 | ↗328 |
| 2017 | 2018 | 2021 |      |      |      |      |
| ↘325 | ↗326 | ↘282 |      |      |      |      |

## Состав сельского поселения
| № | Населённый пункт | Тип населённого пункта       | Население |
| - | ---------------- | ---------------------------- | --------- |
| 1 | Бутурлинка       | село                         | ↘9        |
| 2 | Русская Норка    | село, административный центр | ↘352      |